# Бряза (річка)
Бря́за (пол. Brzaza) — річка в Україні, в межах території Болехівської міської ради Івано-Франківської області. Права притока Сукелю (басейн Дністра).

## Опис
Довжина 16 км. Площа водозбірного басейну 62,4 км². Бряза — типово гірська річка, її долина вузька, V-подібна, заліснена (крім пониззя). Заплава здебільшого відсутня.

## Розташування
Бряза бере початок на південь від села Козаківка, між хребтами Чорна Сигла і Красношир. Тече між горами Сколівських Бескидів спершу на північний захід, далі — на північ та північний схід. Впадає до Суколю в селі Козаківка.
Бряза є найбільшою притокою річки Сукіль.